# Soindres
Soindres est une commune française située dans le département des Yvelines en région Île-de-France.
Ses habitants sont appelés les Soindrais.

## Géographie

Localisation de Soindres dans les Yvelines.

### Situation
La commune de Soindres se situe dans le nord-ouest du département des Yvelines, immédiatement au sud de l'agglomération de Mantes-la-Jolie, à 6 km environ au sud-ouest de Mantes-la-Jolie, sous-préfecture, et à 46 km environ au nord-ouest de Versailles, préfecture du département.  Elle s'étend sur le plateau du Mantois, à environ 120 m d'altitude.

### Communes voisines
Les communes limitrophes sont les suivantes : au nord Magnanville, à l'est Auffreville-Brasseuil, au sud-est Vert, au sud Flacourt, au sud-ouest Favrieux et à l'ouest Fontenay-Mauvoisin.

### Hydrographie
Il n'existe aucun cours d’eau permanent dans le territoire communal de Soindres.

### Territoire
Le territoire, sans relief marqué et peu boisé, est essentiellement consacré à la grande culture céréalière. Le seul bois notable est le bois Pihan, à l'extrémité méridionale de la commune et dont Soindres possède la lisière nord.

### Voies de communication et transports
La commune est traversée par la route (D 928) qui relie Mantes-la-Jolie à Anet et à Dreux. Depuis le deuxième semestre 2006, une déviation de cette route permet à la circulation en transit, en moyenne 10 000 véhicules par jour dont de nombreux camions, d'éviter le centre du village.

### Occupation des solssimplifiée
Le territoire de la commune se compose en 2017 de 92,6 % d'espaces agricoles, forestiers et naturels, 2 % d'espaces ouverts artificialisés et 5,4 % d'espaces construits artificialisés.

### Climat
Pour des articles plus généraux, voir Climat de l'Île-de-France et Climat des Yvelines.
En 2010, le climat de la commune est de type climat océanique dégradé des plaines du Centre et du Nord, selon une étude du CNRS s'appuyant sur une série de données couvrant la période 1971-2000. En 2020, Météo-France publie une typologie des climats de la France métropolitaine dans laquelle la commune est exposée à un climat océanique et est dans la région climatique Sud-ouest du bassin Parisien, caractérisée par une faible pluviométrie, notamment au printemps (120 à 150 mm) et un hiver froid (3,5 °C).
Pour la période 1971-2000, la température annuelle moyenne est de 10,5 °C, avec une amplitude thermique annuelle de 13,9 °C. Le cumul annuel moyen de précipitations est de 691 mm, avec 11,2 jours de précipitations en janvier et 8,2 jours en juillet. Pour la période 1991-2020, la température moyenne annuelle observée sur la station météorologique la plus proche, située sur la commune de Magnanville à 1 km à vol d'oiseau, est de 11,6 °C et le cumul annuel moyen de précipitations est de 641,5 mm,. Pour l'avenir, les paramètres climatiques de la commune estimés pour 2050 selon différents scénarios d'émission de gaz à effet de serre sont consultables sur un site dédié publié par Météo-France en novembre 2022.
| Mois                                  | jan.             | fév.           | mars          | avril         | mai           | juin          | jui.         | août           | sep.          | oct.          | nov.            | déc.             | année      |
| ------------------------------------- | ---------------- | -------------- | ------------- | ------------- | ------------- | ------------- | ------------ | -------------- | ------------- | ------------- | --------------- | ---------------- | ---------- |
| Température minimale moyenne (°C)     | 1,7              | 1,8            | 3,6           | 5,5           | 8,6           | 11,6          | 13,4         | 13,6           | 10,9          | 8,6           | 4,8             | 2,3              | 7,2        |
| Température moyenne (°C)              | 4,3              | 5,1            | 7,8           | 10,7          | 13,9          | 17,2          | 19,5         | 19,5           | 16,2          | 12,5          | 7,7             | 4,8              | 11,6       |
| Température maximale moyenne (°C)     | 6,8              | 8,4            | 12,1          | 15,8          | 19,1          | 22,8          | 25,5         | 25,3           | 21,4          | 16,5          | 10,7            | 7,2              | 16         |
| Record de froid (°C) date du record   | −12,7 01.01.1997 | −12,3 07.02.12 | −8,5 13.03.13 | −3,2 06.04.21 | −0,7 06.05.19 | 3,3 01.06.06  | 6,6 16.07.12 | 5,8 28.08.1998 | 2,4 30.09.18  | −3,5 28.10.03 | −8,2 24.11.1998 | −10,1 29.12.1996 | −12,7 1997 |
| Record de chaleur (°C) date du record | 15,5 27.01.03    | 20,5 27.02.19  | 25,6 31.03.21 | 28,4 20.04.18 | 31,2 27.05.05 | 37,7 27.06.11 | 42 25.07.19  | 40,4 12.08.03  | 35,5 08.09.23 | 29,5 03.10.11 | 20,9 01.11.14   | 16,9 07.12.00    | 42 2019    |
| Précipitations (mm)                   | 48,5             | 47,7           | 48,4          | 42,5          | 62,1          | 53,9          | 51,5         | 56,5           | 40,9          | 65,3          | 57              | 67,2             | 641,5      |

## Urbanisme

### Typologie
Au 1er janvier 2024, Soindres est catégorisée commune rurale à habitat dispersé, selon la nouvelle grille communale de densité à sept niveaux définie par l'Insee en 2022.
Elle est située hors unité urbaine. Par ailleurs la commune fait partie de l'aire d'attraction de Paris, dont elle est une commune de la couronne,. Cette aire regroupe 1 929 communes,.

## Toponymie
Le nom de la localité est attesté sous les formes Soendrinis au XIIe siècle, Soandre au XIIIe siècle, Soindre en 1801.

## Histoire
Le site est très anciennement habité. Des fouilles d'archéologie préventive effectuées à l'occasion des travaux de la déviation ont permis de découvrir un site paléolithique et les traces d'un village gaulois de l'époque de la Tène.
Au début du Moyen Âge la seigneurie de Soindres appartient à la famille Mauvoisin, seigneurs de Mantes et de Rosny.
Le 17 août 1188 Philippe Auguste et les milices mantaises engagent une bataille contre les troupes menées par Henri II Plantagenêt qui ravagent le Mantois et cherchent à prendre le château fort de Mantes.
Henri IV passe à Soindres en 1590.
Après l'Édit de Nantes du 4 juillet 1591, qui révoque les édits antérieurs contre les hérétiques, Henri IV confère à Soindres le 26 mars 1592 avec le Pape des Huguenots Philippe Duplessis-Mornay afin d'y traiter de la paix entre les deux religions du royaume.
En 1717 la seigneurie de Soindres appartient au duc de Sully, seigneur de Rosny avant d'appartenir aux Savalette de Magnanville à partir de 1740.

## Politique et administration

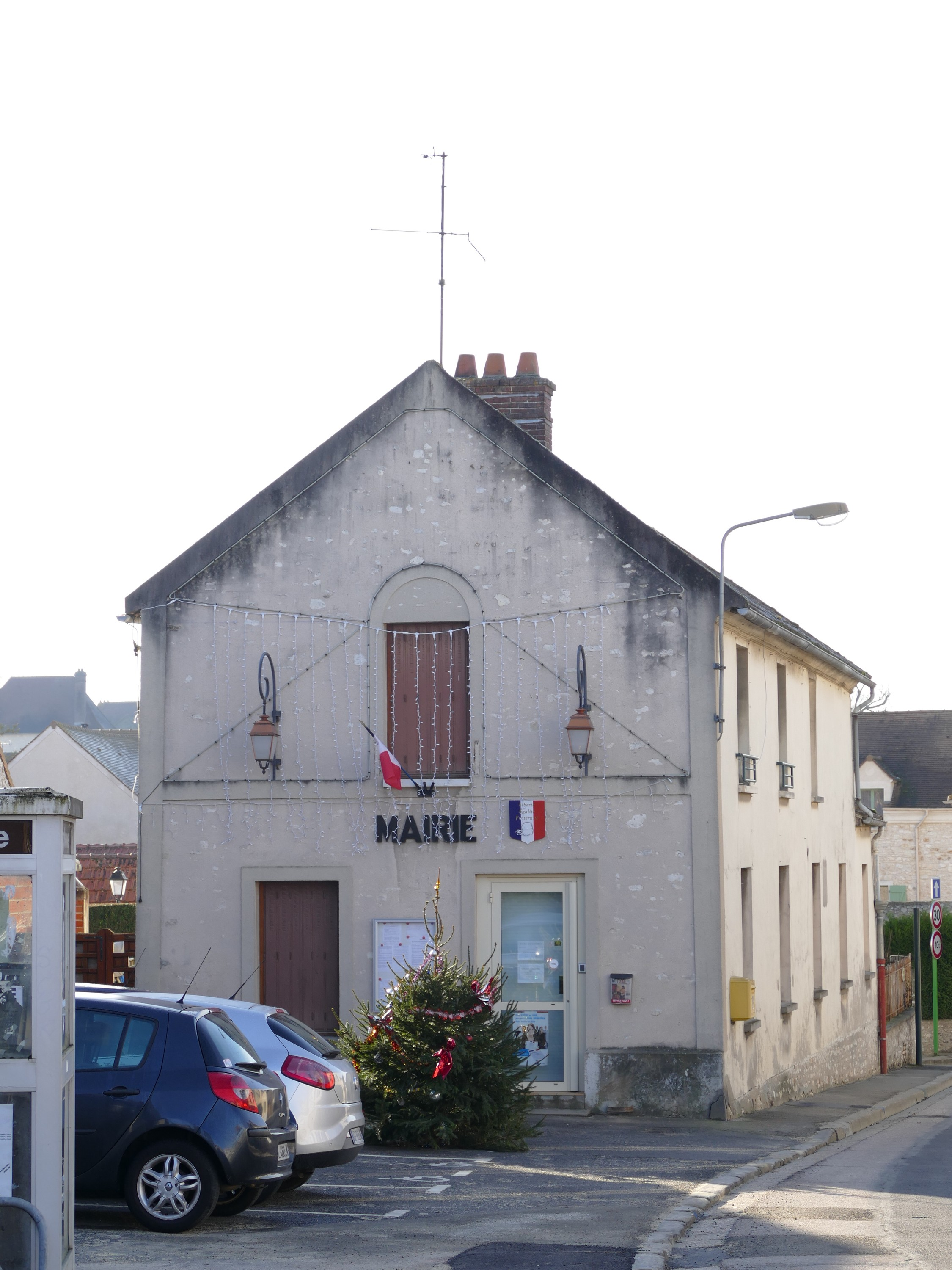
La mairie.

### Liste des maires
| Période                                  | Période  | Identité              | Étiquette | Qualité |
| ---------------------------------------- | -------- | --------------------- | --------- | ------- |
| Les données manquantes sont à compléter. |          |                       |           |         |
| avant 1995                               | ?        | Robert Andréoléty     |           |         |
| mars 2001                                | 2014     | Jean-François Decléty | UMP-LR    |         |
| 2014                                     | En cours | Jacky Lavigogne       |           |         |

### Instances administratives et judiciaires
La commune de Soindres appartient au canton de Bonnières-sur-Seine et est rattachée depuis janvier 2016 à la communauté urbaine Grand Paris Seine et Oise.
Sur le plan électoral, la commune est rattachée à la neuvième circonscription des Yvelines, circonscription à dominante rurale du nord-ouest des Yvelines.
Sur le plan judiciaire, Soindres fait partie de la juridiction d’instance de Mantes-la-Jolie et, comme toutes les communes des Yvelines, dépend du tribunal de grande instance ainsi que de tribunal de commerce sis à Versailles,.

## Population et société

### Démographie

#### Évolution démographique
L'évolution du nombre d'habitants est connue à travers les recensements de la population effectués dans la commune depuis 1793. Pour les communes de moins de 10 000 habitants, une enquête de recensement portant sur toute la population est réalisée tous les cinq ans, les populations de référence des années intermédiaires étant quant à elles estimées par interpolation ou extrapolation. Pour la commune, le premier recensement exhaustif entrant dans le cadre du nouveau dispositif a été réalisé en 2004.

En 2022, la commune comptait 731 habitants, en évolution de +8,3 % par rapport à 2016 (Yvelines : +2,72 %, France hors Mayotte : +2,11 %).
| 1793 | 1800 | 1806 | 1821 | 1831 | 1836 | 1841 | 1846 | 1851 |
| ---- | ---- | ---- | ---- | ---- | ---- | ---- | ---- | ---- |
| 284  | 243  | 303  | 281  | 293  | 285  | 286  | 236  | 242  |

| 1856 | 1861 | 1866 | 1872 | 1876 | 1881 | 1886 | 1891 | 1896 |
| ---- | ---- | ---- | ---- | ---- | ---- | ---- | ---- | ---- |
| 250  | 282  | 204  | 223  | 230  | 224  | 219  | 229  | 222  |

| 1901 | 1906 | 1911 | 1921 | 1926 | 1931 | 1936 | 1946 | 1954 |
| ---- | ---- | ---- | ---- | ---- | ---- | ---- | ---- | ---- |
| 195  | 220  | 210  | 216  | 218  | 233  | 217  | 217  | 235  |

| 1962 | 1968 | 1975 | 1982 | 1990 | 1999 | 2004 | 2006 | 2009 |
| ---- | ---- | ---- | ---- | ---- | ---- | ---- | ---- | ---- |
| 251  | 247  | 315  | 321  | 563  | 610  | 599  | 594  | 596  |

| 2014 | 2019 | 2022 | - | - | - | - | - | - |
| ---- | ---- | ---- | - | - | - | - | - | - |
| 669  | 685  | 731  | - | - | - | - | - | - |

#### Pyramide des âges
En 2018, le taux de personnes d'un âge inférieur à 30 ans s'élève à 38 %, ce qui est égal à la moyenne départementale (38 %). À l'inverse, le taux de personnes d'âge supérieur à 60 ans est de 19,9 % la même année, alors qu'il est de 21,7 % au niveau départemental.
En 2018, la commune comptait 342 hommes pour 340 femmes, soit un taux de 50,15 % d'hommes, légèrement supérieur au taux départemental (48,68 %).
Les pyramides des âges de la commune et du département s'établissent comme suit.
| Hommes | Classe d’âge | Femmes |
| ------ | ------------ | ------ |
| 0,0    | 90 ou +      | 1,2    |
| 3,5    | 75-89 ans    | 3,5    |
| 17,2   | 60-74 ans    | 14,4   |
| 22,7   | 45-59 ans    | 23,8   |
| 18,9   | 30-44 ans    | 19,1   |
| 15,7   | 15-29 ans    | 18,5   |
| 22,1   | 0-14 ans     | 19,6   |

| Hommes | Classe d’âge | Femmes |
| ------ | ------------ | ------ |
| 0,6    | 90 ou +      | 1,4    |
| 6      | 75-89 ans    | 7,8    |
| 13,5   | 60-74 ans    | 14,8   |
| 20,7   | 45-59 ans    | 20,1   |
| 19,6   | 30-44 ans    | 19,9   |
| 18,5   | 15-29 ans    | 16,8   |
| 21,2   | 0-14 ans     | 19,2   |

## Économie
Commune rurale, sa proximité de Mantes-la-Jolie tend à renforcer son rôle résidentiel avec l'apparition de lotissements péri-urbains.

## Culture locale et patrimoine

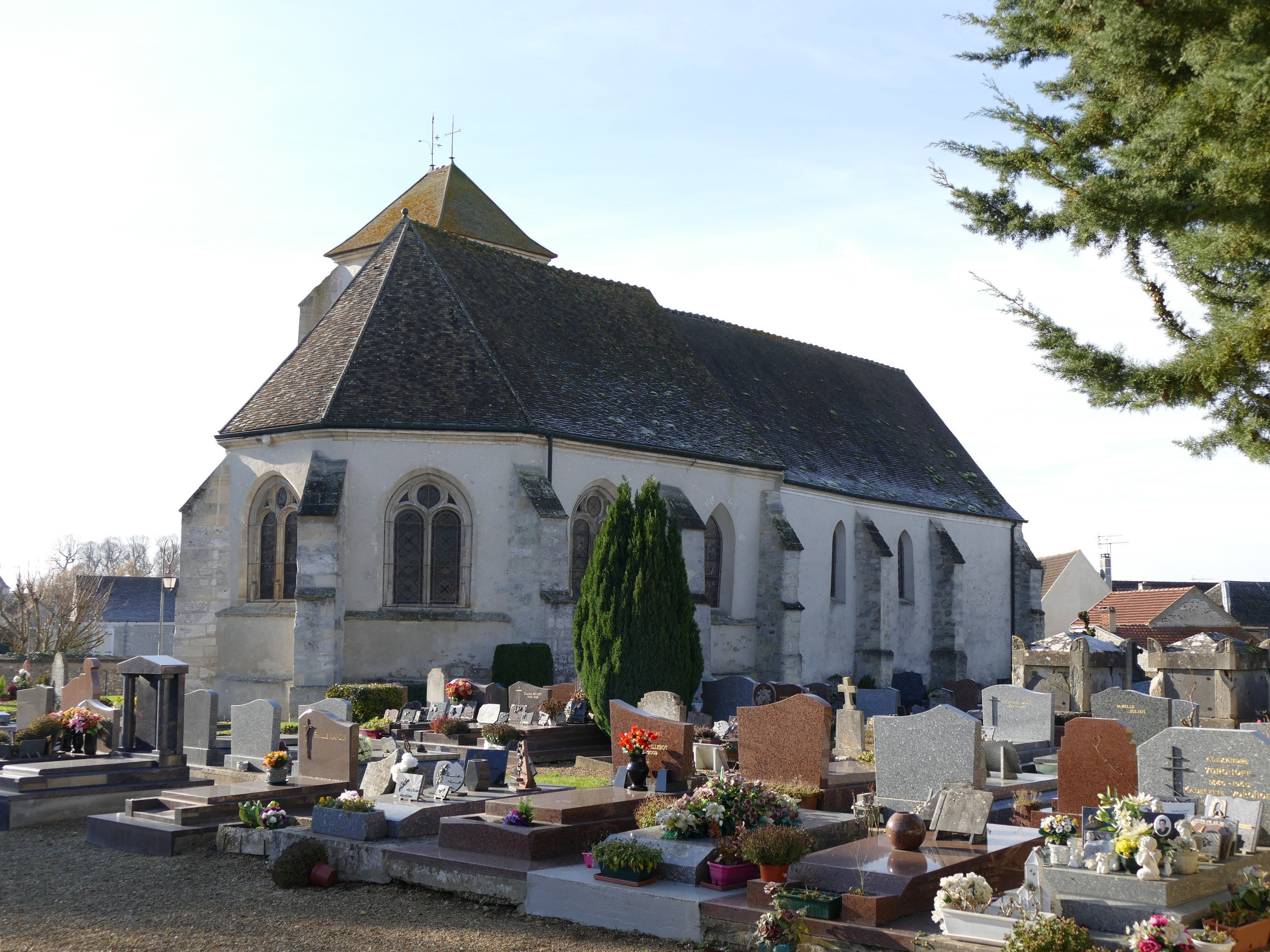
L'église Saint-Martin.

### Lieux et monuments
- Église Saint-Martin.

église du XVe siècle dotée d'un clocher latéral en tour carrée munie de contreforts maçonnés massifs aux angles. Bâtiment inscrit à l'inventaire supplémentaire des monuments historiques en 1975.

### Héraldique
| Blason de Soindres | Blason  | Écartelé, au premier de gueules au lion léopardé d'argent, au second vairé contre-vairé d'or et d'azur, au troisième d'or à la barre d'azur, au quatrième de gueules à la tour d'argent ajourée et maçonnée de sable. |
| Blason de Soindres | Détails | Le statut officiel du blason reste à déterminer. |